# مانوئل جرولین
مانوئل جرولین (انگلیسی: Manuel Gerolin؛ زادهٔ ۹ فوریهٔ ۱۹۶۱) بازیکن فوتبال اهل ایتالیا است.
از باشگاه‌هایی که در آن بازی کرده‌است می‌توان به باشگاه فوتبال آ.اس. رم، باشگاه فوتبال بولونیا، و باشگاه فوتبال اودینزه اشاره کرد.